# كريستوبال سيلفا
كريستوبال سيلفا (بالإسبانية: Cristobal Silva)‏ هو دراج تشيلي، ولد في 12 أكتوبر 1979 في سانتياغو في تشيلي.

## وصلات خارجية
- كريستوبال سيلفا على موقع أرشيف الدراجات (الإنجليزية)
- كريستوبال سيلفا على موقع إحصائيات الدراجات الإحترافية (الإنجليزية)
- كريستوبال سيلفا على موقع أوليمبيديا (الإنجليزية)